# 朝鮮漢字音
朝鮮漢字音（ちょうせんかんじおん）は朝鮮語における漢字の音のことである。「朝鮮字音」ともいう。中国語における漢字の音に由来するもので、日本語の音読みに相当する。日本漢字音（音読み）の場合、漢字の読みは断続的に入ってきたため1つの漢字に対して持ち込まれた時代によって呉音・漢音・唐音・その他の4種類以上があるが、朝鮮漢字音は原則的に1つの漢字に対して音は1つである。

## 歴史と資料
朝鮮半島は中国と陸続きであるため、朝鮮には早い時期から間断なく漢字がもたらされてきたと推測しうる。しかしながら、訓民正音創製（1443年）以前の古代朝鮮語については、表音文字による朝鮮語の表記がなかったため、漢字音が具体的にどのような様相であったのかを知るのが困難である。そのような中で古代朝鮮語の漢字音推測の手がかりとなるのが郷札、口訣、吏読などの借字表記における音読字の読み方である。
1443年に表音文字である訓民正音が作られると朝鮮語は明示的に示されるようになったが、15世紀の間は東国正韻式漢字音によって漢字音が示された。東国正韻式漢字音は伝来漢字音（実際の漢字音）でなく人工的に考案された音なので、当時の現実の漢字音を知るための資料にはなりえない。
伝来漢字音が文献において初めて示されたのは、『六祖法宝壇経諺解』と『真言勤供三壇施食文諺解』（1496年）である。これ以降、伝来漢字音による漢字注音が一般化する。崔世珍が作った漢字学習書『訓蒙字会』（1527年）も伝来漢字音によって注音がなされている。

## 朝鮮漢字音の音韻体系と特徴
ここでは現代朝鮮語における漢字音について、その体系と特徴を概観する。

### 初声
朝鮮語の初声（音節頭子音）の種類は以下の19種類である。このうち、漢字音の初声として用いられるのは15種類である。表中において《  》で示された音は漢字音に現れない音である。なお、以降においてローマ字は福井玲式の翻字（詳細は朝鮮語のローマ字表記法を参照）である。
|          |        | 両唇音    | 歯茎音    | 歯茎音 | 硬口蓋音  | 軟口蓋音 | 声門音 |
| 閉鎖音   | 摩擦音 | 両唇音    |           |        | 硬口蓋音  | 軟口蓋音 | 声門音 |
| -------- | ------ | --------- | --------- | ------ | --------- | -------- | ------ |
| 阻 害 音 | 平音   | b ㅂ      | d ㄷ      | s ㅅ   | j ㅈ      | g ㄱ     | ’ㅇ    |
| 阻 害 音 | 激音   | p ㅍ      | t ㅌ      |        | c ㅊ      | k ㅋ     | h ㅎ   |
| 阻 害 音 | 濃音   | 《bb ㅃ》 | 《dd ㄸ》 | ss ㅆ  | 《jj ㅉ》 | gg ㄲ    |        |
| 鼻音     | 鼻音   | m ㅁ      | n ㄴ      |        |           |          |        |
| 流音     | 流音   |           | r ㄹ      |        |           |          |        |

朝鮮漢字音の初声において、阻害音はそのほとんどが平音か激音である。初声に濃音を持つ漢字音は以下の3字の字音と極めて限られている。しかしながら、これらも中期朝鮮語では平音で現れ、現代語に至る過程で濃音化したものである。従って、朝鮮漢字音にはもともと初声に濃音を持つ漢字音がなかった。
- ss（ㅆ）：双 ssaq（쌍），氏 ssi（씨）
- gg（ㄲ）：喫 ggig（끽）

「d，t（ㄷ，ㅌ）」は母音「i（ㅣ；ie ㅕ などの半母音を含む）」と結合しない。また、「s，j，c（ㅅ，ㅈ，ㅊ）」は半母音「i-（ㅕ，ㅠ など）」と結合しない。ただし、中期朝鮮語においてはそれらの結合がありえた。前者の場合、例えば「田」の字音は「dien（뎐）」であったが、近世朝鮮語期に口蓋音化が起こり「jien（젼）」となり、さらに現代朝鮮語に至る過程で「jen（전）」となったものである。

### 中声
朝鮮語の中声（母音、半母音＋母音、および二重母音）21種のうち、漢字音に現れないのは「iai（ㅒ）」1種のみである。
| 単母音    | a ㅏ  | e ㅓ  | o ㅗ  | u ㅜ  | y ㅡ  | i ㅣ | ai ㅐ      | ei ㅔ  | oi ㅚ | ui ㅟ |
| /y/＋母音 | ia ㅑ | ie ㅕ | io ㅛ | iu ㅠ |       |      | 《iai ㅒ》 | iei ㅖ |       |       |
| /w/＋母音 | oa ㅘ | ue ㅝ |       |       |       |      | oai ㅙ     | uei ㅞ |       |       |
| 二重母音  |       |       |       |       | yi ㅢ |      |            |        |       |       |

中声の種類にはかなりのバリエーションがあるが、初声あるいは終声との結合に制約のあるものもある。例えば、単母音のうち「y（ㅡ）」は唇音の初声「b，p，m（ㅂ，ㅍ，ㅁ）」とは結合せず、後ろに必ず終声を伴うとか、/w/ を含む中声は「oa，ue（ㅘ，ㅝ）」を除いて終声と結合しないなどの制約がある。
「ai，ei（ㅐ，ㅔ）」は現代朝鮮語においてそれぞれ単母音 [ɛ]，[e] と発音されるが、これらの単母音は中期朝鮮語においてはその文字の構成の通りに二重母音 [ai]，[əi] と発音されたと見られる。すなわち、例えば「太」の漢字音「tai（태）」は中期朝鮮語において [tʰai]であったと推測され、それは中国語音 [tʰai] の反映であり、日本漢字音の「タイ」とも対応関係にある。その後、近世朝鮮語期に二重母音が単母音化し、現代朝鮮語のような音に至るわけである。

### 終声
朝鮮語には7種の終声（音節末子音）があるが、このうち「d（ㄷ）」を除いた6種が漢字音に現れる。ㄹは-tに由来する。
|        | 両唇音 | 歯茎音   | 軟口蓋音 |
| ------ | ------ | -------- | -------- |
| 阻害音 | b ㅂ   | 《d ㄷ》 | g ㄱ     |
| 鼻音   | m ㅁ   | n ㄴ     | q ㅇ     |
| 流音   |        | r ㄹ     |          |

中声との結合において制約のある場合がある。例えば、終声「b，m（ㅂ，ㅁ）」は中声「o，u（ㅗ，ㅜ）」と結合しないなど。

### アクセント・長音
中期朝鮮語には高調と低調からなる弁別的な高低アクセントの体系があり、低調（平声）・高調（去声）・低高調（上声）の3種類のパターンが存在した。漢字音においては低調・高調・低高調の全てがありえた。中期朝鮮語のアクセント体系は近世朝鮮語に至って崩壊・消滅する。この中で低調と高調の複合である低高調は低調あるいは高調に比べて音の長さが倍であるため、アクセント消滅後に長母音としてその痕跡を留めることとなった。
- 事 sa（사） [saː]

### 俗音
本来の音読みとは違って一部の単語で使われる音を俗音（속음）または通用音（통용음）と言う。
| 漢字 | 本音           | 俗音           | 例                               |
| ---- | -------------- | -------------- | -------------------------------- |
| 諾   | 낙             | 락             | 허락（許諾▽）                    |
| 難   | 난             | 란             | 곤란（困難▽）、논란（論難▽）     |
| 丹   | 단             | 란             | 모란（牡丹▽）                    |
| 糖   | 당             | 탕             | 설탕（雪糖▽）                    |
| 怒   | 노             | 로             | 대로（大怒▽）                    |
| 論   | 론（語頭：논） | 논             | 의논（議論▽）                    |
| 六   | 륙（語頭：육） | 뉴（語頭：유） | 유월（六▽月）、오뉴월（五六▽月） |
| 戮   | 륙（語頭：육） | 육             | 살육（殺戮▽）                    |
| 木   | 목             | 모             | 모과（木▽瓜）                    |
| 十   | 십             | 시             | 시월（十▽月）、시왕（十▽王）     |
| 誓   | 서             | 세             | 맹세（盟誓▽）                    |
| 炎   | 염             | 렴             | 폐렴（肺炎▽）                    |
| 八   | 팔             | 파             | 초파일（初八▽日）                |
| 愎   | 퍅             | 팍             | 괴팍（乖愎▽）                    |
| 卷   | 권             | 궐             | 궐련（卷▽煙▽）                   |
| 煙   | 연             | 련             | 궐련（卷▽煙▽）                   |

## 南北分断と漢字音
大韓民国（以下「南」）と朝鮮民主主義人民共和国（以下「北」）とで字音の異なる漢字が散発的に存在する。
| 漢字 | 南の漢字音 | 北の漢字音 |
| ---- | ---------- | ---------- |
| 醵   | giag（갹） | gie（거）  |
| 歪   | ’oai（왜） | ’oi（외）  |
| 掲   | gei（게）  | giei（계） |

また、北において「讐」の漢字音「su（수）」は「怨讐」という漢字語においてのみ「ssu（쑤）」となる。これは「怨讐」が「元帥」と同音になるのを避け、「怨讐」を「’uenssu（원쑤）」に改めたためと見られる。
漢字音「miei，piei（몌，폐）」は北では「mei，pei（메，페）」となる。これは「miei，piei（몌，폐）」の実際の発音（/메/，/페/）に即してつづりを改めたものと推測される。
漢字語において、語頭に「r（ㄹ）」あるいは「n（ㄴ）」が来る場合は、南の標準発音では音が交替する（「頭音法則」と呼ばれる）。語頭の「r（ㄹ）」は /i/ および半母音 /y/ の直前で「’（ㅇ）」に、それ以外の場合は「n（ㄴ）」に変わる。語頭の「n（ㄴ）」は /i/ および /y/ の直前で「’（ㅇ）」に変わる。北の標準発音では語頭の「ㄹ」，「ㄴ」は維持される。
なお、南北間でのこれらの違いについては、「朝鮮語の南北間差異」中の漢字語に関する表記も参照のこと。

## 中古音との関係
河野六郎 (1979)、伊藤智ゆき (2007) をもとに、中国中古音と中期朝鮮語における朝鮮漢字音との対応関係について概観する。ローマ字は福井玲式の翻字。

### 声母
朝鮮漢字音の声母は、おおよそ以下のように現れる。
|        | 全清           | 次清                  | 全濁                         | 次濁           |
| ------ | -------------- | --------------------- | ---------------------------- | -------------- |
| 唇音   | 幫・非 b（ㅂ） | 滂・敷 b，p（ㅍ，ㅂ） | 並・奉 b（ㅂ）               | 明・微 m（ㅁ） |
| 舌音   | 端・知 d（ㄷ） | 透・徹 t（ㅌ）        | 定・澄 d（ㄷ）               | 泥・娘 n（ㄴ） |
| 半舌音 |                |                       |                              | 来 r（ㄹ）     |
| 歯音   | 精・照 j（ㅈ） | 清・穿 c（ㅊ）        | 従・牀 s，j，c（ㅅ，ㅈ，ㅊ） |                |
| 歯音   | 心・審 s（ㅅ） |                       | 邪・禅 s（ㅅ）               |                |
| 半歯音 |                |                       |                              | 日 z（ㅿ）     |
| 牙音   | 見 g（ㄱ）     | 渓 g（ㄱ）            | 群 g（ㄱ）                   | 疑 ’（ㅇ）     |
| 喉音   | 影 ’（ㅇ）     |                       |                              | 喩 ’（ㅇ）     |
| 喉音   | 暁 h（ㅎ）     |                       | 匣 h（ㅎ）                   |                |

中古音の声母のうち阻害音は全清（無声無気音）・次清（無声有気音）・全濁（有声音）の3系列がある。中古音は有気/無気の対立とともに有声/無声（清濁）の対立があった。これに対し朝鮮語の阻害音は有気/無気（激音/平音）の対立はあるが、有声/無声の対立は朝鮮語の音韻体系自体にない。よって、有気音である次清音は同じ有気音である激音に対応するが、全清音・全濁音はともに平音に対応することになる。だが、この対応は必ずしも整然とはしておらず、声母の種類や韻母との組合せによって異なりうる。主な特徴は以下の通りである。
- 渓母が激音「k（ㅋ）」で現れるのは夬韻「快 koai（쾌）」のみである。
- 見母・渓母において「h（ㅎ）」で現れる例が若干見られる。
  - 革 hieg（혁）〔見母〕，恢 hoi（회）〔渓母〕
- 定母・澄母が激音「t（ㅌ）」で現れる場合がある。
  - 弾 tan（탄）〔定母〕，治 ti（티）〔澄母〕
- 次清音は、重唇音の滂母は原則として「p（ㅍ）」で現れ、軽唇音の敷母は原則として「b（ㅂ）」で現れる。
  - 篇 pien（편）〔滂母〕，費 bi（비）〔敷母〕
- 唇音および歯音の例外的な現れには、音節やアクセントの種類により偏りがある。例えば、韻母が「a（아）」，「iei（예）」，「io（요）」，「ir（일）」などの場合には、全清（幫母・非母）、全濁（並母・奉母）でも原則的に「p（ㅍ）」で現れ、逆に韻母が「ag（악）」などの場合には、次清（滂母・敷母）でも原則的に「b（ㅂ）」で現れる。
  - 波 pa（파）〔幫母〕，廃 piei（폐）〔非母〕
  - 弊 piei（폐）〔並母〕，乏 pib（핍）〔奉母〕
  - 拍 bag（박）
- 暁母・匣母は「ㄱ」で現れるものが多いが、これらは類推によるものである。
  - 喝 gar（갈）〔暁母〕，暇 ga（가）〔匣母〕
- 影母では「区（區）」を諧声符とする字が徹底して「ㄱ」で現れる。
  - 欧殴嘔謳 gu（구）

### 韻母
朝鮮漢字音の韻は、介音のない場合はおおよそ以下のように現れる。
| 中国音 | 中国音                        | 朝鮮音              | 朝鮮音             |
| 中国音 | 中国音                        | 平上去声            | 入声               |
| ------ | ----------------------------- | ------------------- | ------------------ |
| 果摂   | 果摂                          | a（아）             |                    |
| 仮摂   | 仮摂                          | a（아）             |                    |
| 遇摂   | 模韻                          | o（오）             |                    |
| 遇摂   | 魚韻                          | e（어），ie（여）   |                    |
| 遇摂   | 虞韻                          | u（우），iu（유）   |                    |
| 蟹摂   | 咍韻・泰韻・皆韻・ 佳韻・夬韻 | @i（ᄋᆡ）            |                    |
| 蟹摂   | 祭韻・斉韻・廃韻              | iei（예），ie（여） |                    |
| 止摂   | 止摂                          | i（이），@（ᄋᆞ）    |                    |
| 効摂   | 効摂                          | o（오）             |                    |
| 流摂   | 流摂                          | u（우）             |                    |
| 咸摂   | 覃韻・談韻・ 咸韻・銜韻       | am（암）            | ab（압）           |
| 咸摂   | 塩韻・添韻・ 厳韻・凡韻       | em（엄）            | eb（업）           |
| 深摂   | 深摂                          | im（임）            | ib（입）           |
| 山摂   | 寒韻・桓韻・ 山韻・刪韻       | an（안）            | ar（알）           |
| 山摂   | 仙韻・先韻・元韻              | en（언）            | er（얼）           |
| 臻摂   | 痕韻                          | @n（ᄋᆞᆫ），yn（은）  | yr（을）           |
| 臻摂   | 魂韻                          | on（온）            | @r（ᄋᆞᆯ），or（올） |
| 臻摂   | 真韻                          | in（인）            | ir（일）           |
| 宕摂   | 宕摂                          | aq（앙）            | ag（악）           |
| 江摂   | 江摂                          | aq（앙）            | ag（악）           |
| 曾摂   | 曾摂                          | yq（응）            | yg（윽）           |
| 梗摂   | 庚韻・耕韻                    | @iq（ᄋᆡᆼ）           | @ig（ᄋᆡᆨ）          |
| 梗摂   | 清韻・青韻                    | ieq（영）           | ieg（역）          |
| 通摂   | 通摂                          | oq（옹）            | og（옥）           |

以下、諸特徴について概観する。

#### 韻尾の子音
朝鮮漢字音においては、中古音の6種類の子音韻尾 [m]，[n]，[ŋ]，[p̚]，[t̚]，[k̚] が完全な形で対応している。ただし、中古音の入声 [t̚] は朝鮮漢字音においては「r（ㄹ；音声は [l]）」で現れる。この現象は古代朝鮮語においてすでに存在したものと見られる。
- 監 gam（감） [kam]
- 間 gan（간） [kan]
- 江 gaq（강） [kaŋ]
- 甲 gab（갑） [kap̚]
- 渇 gar（갈） [kal]
- 各 gag（각） [kak̚]

#### 介音
母音の開合、すなわち介音 [w] の反映の仕方は声母の種類によって異なる。牙音・歯音・喉音は原則として介音 [w] が反映され、舌音は反映されない。
- 果 goa（과）〔牙音〕，坐 joa（좌）〔歯音〕，話 hoa（화）〔喉音〕
- 多 da（다）堕 ta（타）〔舌音〕

母音の直拗、すなわち介音 [i] は多くの場合反映される。
一部の漢字音に重紐が反映されている。例えば、止摂の諸韻や仙韻などは、介音 [i] を伴う音と介音 [ï] ([ɪ]) を伴う音とで朝鮮漢字音の現れ方が異なる。重紐の違いは牙音と喉音で反映され、唇音では反映されない。
- 遣 gien（견） ― 件 gen（건）〔牙音〕
- 移 ’i（이） ― 意 ’yi（의）　顕（顯）hien（현） ― 憲 hen（헌）〔喉音〕
- 鼻 bi（비） ― 備 bi（비）〔唇音〕

この違いは中国漢字音（北京音）や日本漢字音では失われている。

#### 現代朝鮮語に至る過程での変化
中期朝鮮語から現代朝鮮語に至る過程での音韻変化については、現在では用いられない字母（古ハングル）に関するものは次の通り。
- 子音（初声）：ㅿ[z]（日母）→ㅇ（音価消失）
- 母音：ㆍ[ʌ]（アレア）→ㅏ、ㆎ→ㅐ
- この他の初声の古ハングルでは、ㆁは[ŋ]、ㆆは[ʔ]と一般には考えられているが、これらの初声は人工的な東国正韻式漢字音表記には存在したものの、現実の漢字音（伝来漢字音）には存在しなかった。なお漢字音（のみならず固有語でも）において、現代語の終声ㅇは元来ㆁと書かれた。

### 声調
中古音の声調と中期朝鮮語の漢字音におけるアクセントを比べてみると、中古音の平声は中期朝鮮語の低調に、入声は高調にそれぞれほぼ対応している。しかし、中古音の上声と去声は中期朝鮮語の高調あるいは低高調で現れ、その対応関係が明確でない。

### 朝鮮漢字音の母胎音
朝鮮漢字音が中国のいつの時代の音を母胎としているのかについては、これまで複数の研究者が仮説を唱えてきた。伊藤智ゆき (2007) は、上古音説（姜信沆など）、切韻音説（朴炳采）、唐代長安説（河野六郎）、宋代開封音説（有坂秀世）などを検討し、具体的に特定するのは難しいとしつつも、唐代長安音が朝鮮漢字音の元になっている可能性が高いとした。